# Atlantide attacca
Atlantide attacca (Atlantis Attacks) è un crossover di fumetti di supereroi, che ha coinvolto la maggior parte degli annual pubblicati in estate dalla Marvel Comics nel 1989.
La trama è un complicato intreccio a più livelli riguardante il ritorno del Dio Anziano a sette teste, Set the Old Serpent, nelle mani dei vari imperi sottomarini dell'Universo Marvel. Il titolo è fuorviante, tuttavia, poiché Atlantide e il suo allora leader Attuma svolgono solo ruoli minori nella storia come tirapiedi delle vere menti: i Lemuriani e il loro leader Llyra.
Trentuno anni dopo la trama del crossover, c'è anche una miniserie Atlantis Attacks in cinque numeri nel 2020 con una trama diversa.

## Storia editoriale
Atlantis Attacks ha continuato e ampliato il formato creato dalla trama crossover di The Evolutionary War del 1988, in cui tutti gli annuali dei supereroi della Marvel erano legati in un'unica storia. Tuttavia, mentre The Evolutionary War aveva 11 parti, Atlantis Attacks ne aveva 14, poiché la Marvel ha ripreso il formato annuale per Daredevil, Iron Man e Thor (a cui non erano stati assegnati annuali nel 1988) come parte della trama. L'annuale di Daredevil è erroneamente numerato "4", lo stesso dell'annuale precedente della serie. Nel tentativo di ridurre al minimo la confusione che ne risulta, questo annuale è spesso numerato "4b" nelle guide ai prezzi e negli elenchi dei rivenditori.
Inoltre, a differenza degli annuali di The Evolutionary War, che erano principalmente storie indipendenti vagamente collegate dalla presenza dell'Alto Evoluzionario, Atlantis Attacks era un vero serial, con molti degli annuali che finivano con cliffhanger che sarebbero stati risolti nella puntata successiva.
Ogni annuale conteneva anche una storia di supporto chiamata The Serpent Crown Saga, scritta da Peter Sanderson con disegni a matita di Mark Bagley. Questa storia in 14 parti spiega la complicata storia della Corona del serpente e racconta tutte le sue apparizioni precedenti per i nuovi lettori.

## Trama
Il Ghaur disincarnato induce Silver Surfer a ripristinare la sua forma fisica dirottando la sua tavola da surf. Dopo una breve battaglia, Ghaur fugge sulla Terra, dove convince il sovrano di Lemuria, Llyra, a formare un'alleanza per evocare Set.
Il piano di Ghaur per il ritorno del dio serpente prevede cinque passi:
1. Costruisce una nuovissima Corona Serpente di grandi dimensioni, utilizzando il materiale derivante dalla fusione di una grande quantità di artefatti mistici.
2. Stringe un'alleanza con Attuma, sovrano di Atlantide, e lo convince a dedicare tutte le risorse militare all'invasione del mondo di superficie lasciando così sguarnita la difesa di Atlantide. In questo modo Ghaur e Llyra possono lanciare un attacco massiccio ad Atlantide, massacrando migliaia di civili innocenti come offerta sacrificale a Set.
3. Trasforma la popolazione umana in uomini rettili muti, utilizzando una formula concepita dal terrorista noto come la Vipera, con il deposto tiranno sotterraneo Tyrannus che inietta la sostanza chimica a tossicodipendenti in corso di riabilitazione.
4. Rapisce sette eroine dotate di superpoteri per farne le spose per Set e poi farle rimanere incinte dei figli di Dio serpente a sette teste.
5. Usa la supereroina Dagger (una delle donne selezionate come sposa per Set) e una speciale lente d'ingrandimento magica per amplificare la potenza di una porzione della forza vitale di Set all'interno di una quantità sufficiente di energia vitale per dare vita alla gigantesca Corona del serpente, consentendo all'essenza esiliata di Set di possedere il corpo del serpente a sette teste, ormai senza mente, e di tornare sulla Terra.

Tuttavia, i loro piani sono contrastati quasi a ogni passo dagli eroi della Terra, finché i Vendicatori, i Fantastici Quattro e Namor il Sub-Mariner (che è creduto morto per la maggior parte della trama durante una schermaglia con Iron Man e le forze militari di Attuma) sconfiggono Ghaur e Llyra impedendo loro di portare Set sulla Terra.

## Cast di personaggi

### Eroi
- I Vendicatori
  - Pantera Nera
  - Capitan America
  - Captain Marvel
  - Occhio di Falco
  - Henry Pym
  - La Torcia Umana
  - Hulk
  - Iron Man
  - Mimo (Barbara Morse)
  - Dragoluna
  - Rick Jones
  - Scarlet
  - Sersi
  - She-Hulk
  - Thor
  - Tigra
  - Vision
  - Wasp
  - Wonder Man
- Cloak e Dagger
- Devil
- Dottor Strange

- Fantastici Quattro
  - Mister Fantastic
  - Torcia Umana
  - Donna Invisibile
  - La Cosa
- Moon Knight
- Namor the Sub-Mariner
- Namorita
- Nuovi Mutanti
- Punitore
- Quasar
- Silver Surfer
- Uomo Ragno
- X-Factor
  - Bestia
- X-Men
  - Dazzler
  - Wolverine
  - Rogue
  - Storm
  - Colosso
  - Longshot
  - Havok
  - Psylocke

### Avversari
- Abominio
- Attuma
- Ghaur
- Llyra
- Lord Arno
- Mister Jip
- La Società dei serpenti
  - Diamante
  - Sidewinder
- Imposta il Vecchio Serpente
- Tyrak
- Tyrannus
- U-Man
- Viper
- Krang, Signore della guerra

## Versioni alternative
What If... ? (vol. 2) n. 25 (Maggio 1991) di Jim Valentino e Rik Levins ha affrontato la domanda "Cosa sarebbe successo se i supereroi Marvel fossero stati sconfitti in Atlantis Attacks?" (titolo interno What if Set Had Come to Earth?). Nella storia, solo un pugno di eroi terrestri (insieme ai cattivi Dottor Destino e Sabretooth) sono riusciti a evitare la trasformazione in uomini serpente.
Dopo avere eliminato molti degli ex-alleati che hanno subito la mutazione, vengono massacrati da Set e dalle sue spose asservite, che Set ha ingravidato con il suo seme maligno. Sopravvivono solo Silver Surfer e Quasar, che con l'aiuto di Thor (orribilmente ustionato e posto in stato di stasi per mantenerlo in vita) distruggono due delle teste di Set prima che Quasar, col sostegno del potere di Capitan Universo, si sacrifichi esiliando se stesso e Set nell'Occhio di Agamotto del Dottor Strange. Il Silver Surfer consegna l'Occhio all'Osservatore perché lo custodisca, mentre nascono i figli di Set. Questi poi consumano le madri e gli innumerevoli uomini e donne serpente per poi andare a terrorizzare altri universi.

## Atlantis Attacks (2020)
Atlantis Attacks è stato pubblicato dalla Marvel Comics 31 anni dopo l'originale crossover, il cui titolo è stato rivisitato per una serie limitata di cinque numeri, scritta da Greg Pak con i disegni di Ario Andito. La nuova trama contrapponeva gli Agenti dell'Atlas a Namor il Sub-Mariner.
Dopo aver scoperto che la Big Nguyen Company ha rubato il sacro drago guardiano di Atlantide e sta usando la sua magia per alimentare i portali della città di Pan, un infiurato Namor attacca la città, solo per essere fermato dai nuovi Agenti dell'Atlas, protettori di Pan. Dopo che Brawn lo informa che liberando subito il drago si distruggerebbero i portali che tengono insieme la città, Namor dà alla squadra un giorno per restituire il drago prima di affrontare l'ira di Atlantide.
Mentre gran parte degli Agenti lavorano per migliorare le difese di Pan e liberare il drago senza intaccare i portali della città, il leader Jimmy Woo invia Namora, Venus, Aero e Wave ad Atlantide in missione diplomatica. Sospettoso di Namora per i suoi legami familiari con Namor, Brawn ordina con discrezione a Shang-Chi e Sword Master di pedinarla. All'arrivo, Wave è accolta calorosamente da Namor grazie al suo ruolo recente nella sconfitta delle Sirene, nemiche ataviche di Atlantide. Wave e Aero spiegano di aver sconfitto solo una fazione criminale delle Sirene, ma gli abitanti di Atlantide fanno orecchie da mercante in merito e festeggiano l'arrivo di Wave. Brawn, Uranian, l'Uomo 3-D e M-11 trovano un modo di replicare l'energia magica del drago per alimentare i portali e il drago viene liberato. Tuttavia, una volta a casa, il drago sembra impazzire, attaccando il regno sottomarino. Sconfitta la creatura, gli scienziati di Atlantide trovano tra le sue scaglie un dispositivo che giustifica il suo comportamento. Namor accusa Brawn di essere l'artefice dell'inganno e vola a Pan in cerca di vendetta; lo prende violentemente in contropiede e attacca Mike Nguyen (CEI della Big Nguyen Company e fondatore di Pan) nella sua torre personale nel Cuore di Pan, ma viene fermato dagli sforzi congiunti della Guardia di Pan e di Brawn, che rispedisce Namor nell'oceano. Mentre il resto degli Agenti dell'Atlas si preparano a un nuovo attacco di Namor, Nguyen rivela di aver reclutato le Sirene per difendere Pan da Atlantide.
Con l'aiuto delle Sirene, Namor viene sconfitto e imprigionato. Durante un incontro tra Agenti, Guardia e Sirene, sorge una controversia quando Nguyen e la leader delle Sirene propongono di lanciare un contrattacco contro Atlantide. Namora accusa le Sirene di tradimento, rivelando che la tecnologia dell'impianto sul drago porta la loro firma. Il gruppo si trova così combattuto tra proteggere Pan, attaccare o difendere Atlantide. Il diverbio degenera in scontri tra Atlantidei e Sirene. Durante la colluttazione, Namor riesce a liberarsi.
Namor riesce a sopraffare il gruppo e torna nel Cuore di Pan, minacciando Nguyen e i cittadini come ritorsione. Un ologramma di Nguyen offre un'alleanza tra Pan, Atlantide e le Sirene; prima che il re possa replicare, gli Agenti tornano all'attacco contro Namor. Brawn fa sbollire i combattenti e affronta Woo riguardo ai segreti che avrebbe nascosto al team. Woo rivela a tutti che per migliaia di anni, gli antichi draghi servivano da consiglieri per i governanti umani, e così la Fondazione Atlas aveva Mr. Lao, il proprio drago. Siccome una guerra aperta tra i draghi avrebbe devastato il pianeta, essi usavano gli umani come pedine nei loro conflitti personali, rendendosi responsabili delle maggiori guerre della storia. Woo è soddisfatto di questo equilibrio di potere, ma Nguyen suggerisce di unire il mondo sotto l'egida di Pan, proponendo a Namor e Woo di usare il potere dei loro draghi per sconfiggere tutti gli altri.
Intanto le Sirene colgono la palla al balzo per dirigersi ad Atlantide e distruggere il loro drago, portando con loro una riluttante Wave. All'arrivo scoprono che, nonostante sia stata liberata dall'impianto di controllo, il serpente di mare continua a devastare il regno. Wave riesce a rendere inerme il drago senza ucciderla e gli Atlantidei festeggiano le sue azioni. Mentre Namor rientra con Namora, Venus e Aero, il resto degli Agenti scopre Nguyen nel suo bunker e lo affronta. Nguyen impianta un dispositivo delle Sirene su Amadeus, trasformandolo in un Hulk.
Sotto il controllo di Nguyen, l'Hulk sconfigge velocemente gli Agenti dell'Atlas. Per prevenire nuove invasioni di Pan, Nguyen ordina all'Hulk di uccidere Namor, suscitando stupore e rabbia tra i cittadini. Ad Atlantide, Wave riesce a far raggiungere una tregua tra Namor e Carina, mentre Silk avverte il gruppo che un Hulk controllato mentalmente è diretto ad Atlantide per distruggerla. Con l'aiuto degli Agenti, Namor riesce a isolare se stesso e Hulk su un'isola deserta a due miglia dal Cuore di Pan. Mentre Hulk è intento a picchiare Namor, Sword Master riesce a distrarlo a sufficienza perché Shang-Chi riesca a togliergli il dispositivo e a farlo quindi tornare normale. Le scosse causate dall'Hulk hanno però creato un grande tsunami diretto verso il Cuore di Pan. Grazie a deliberate e mirate provocazioni di Woo e Namor, Brawn si ritrasforma in Hulk e crea un'altra onda d'urto che indebolisce lo tsunami con l'aiuto di Namor, Wave, Aero e Luna Snow. La città è salva, anche se Nguyen muore per proteggere una rifugiata di Madripoor e suo figlio dallo tsunami.
Un mese dopo, al Cuore di Pan, Woo annuncia durante un banchetto per la nuova leadership degli Agenti e di Pan che Atlantidei e Sirene hanno firmato un patto di non aggressione e riconosciuto Pan come una nazione indipendente. Woo si congratula con la Delegata Angie Thrasapalt, la rifugiata salvata da Nguyen, per la sua vittoria elettorale. Ancora divorato dai sensi di colpa per la morte di Nguyen e arrabbiato per le macchinazioni di Woo, Amadeus lascia la squadra. Mentre Mr. Lao lamenta la perdita di un potenziale leader, con Woo pianifica la loro mossa successiva: aiutare Namor a sconfiggere Knull.